# Меси (мост)
Мост Меси (алб.  Ura e Mesit «Мост в середине») — каменный арочный мост через реку Кири в деревне Мес, приблизительно 5 км (по прямой) к северо-востоку от албанского города Шкодер, в северо-западной Албании. Мост, как памятник культуры, превратился в туристическую достопримечательность округа Шкодер со множеством посетителей со всего мира. Для иностранцев архитектура моста интересна круглыми пятнистыми камнями и каменными плитами. Окружающая панорама даёт мосту ещё более живописный вид. Албанский фонд развития инвестировал 13 млн леков, чтобы туристы могли зайти на мост и рассмотреть его вблизи, поскольку до этого вход на мост отсутствовал.
Мост построен примерно в 1770 году, местным османским пашой Махмудом. Строительство было разделено на 2 фазы, в первой была построена средняя арка и арка рядом с ней, а во второй остальные 11 арок. Цель состояла в том, чтобы соединить город Шкодер с городом Дришти и другими городами северной части. Мост имеет длину 108 м, ширину 3,4 м, высоту 12,5 м с 13 арками, и является одним из самых длинных образцов строительства османских мостов в регионе. Он был построен как часть дороги, идущей вверх по долине Кир, в конечном итоге к Приштины .
Сегодня мост находится под угрозой разрушения, со временем пострадав от разрушительных наводнений, в результате которых вода подмыла арки с правой стороны, что вызвало трещины.

## Галерея

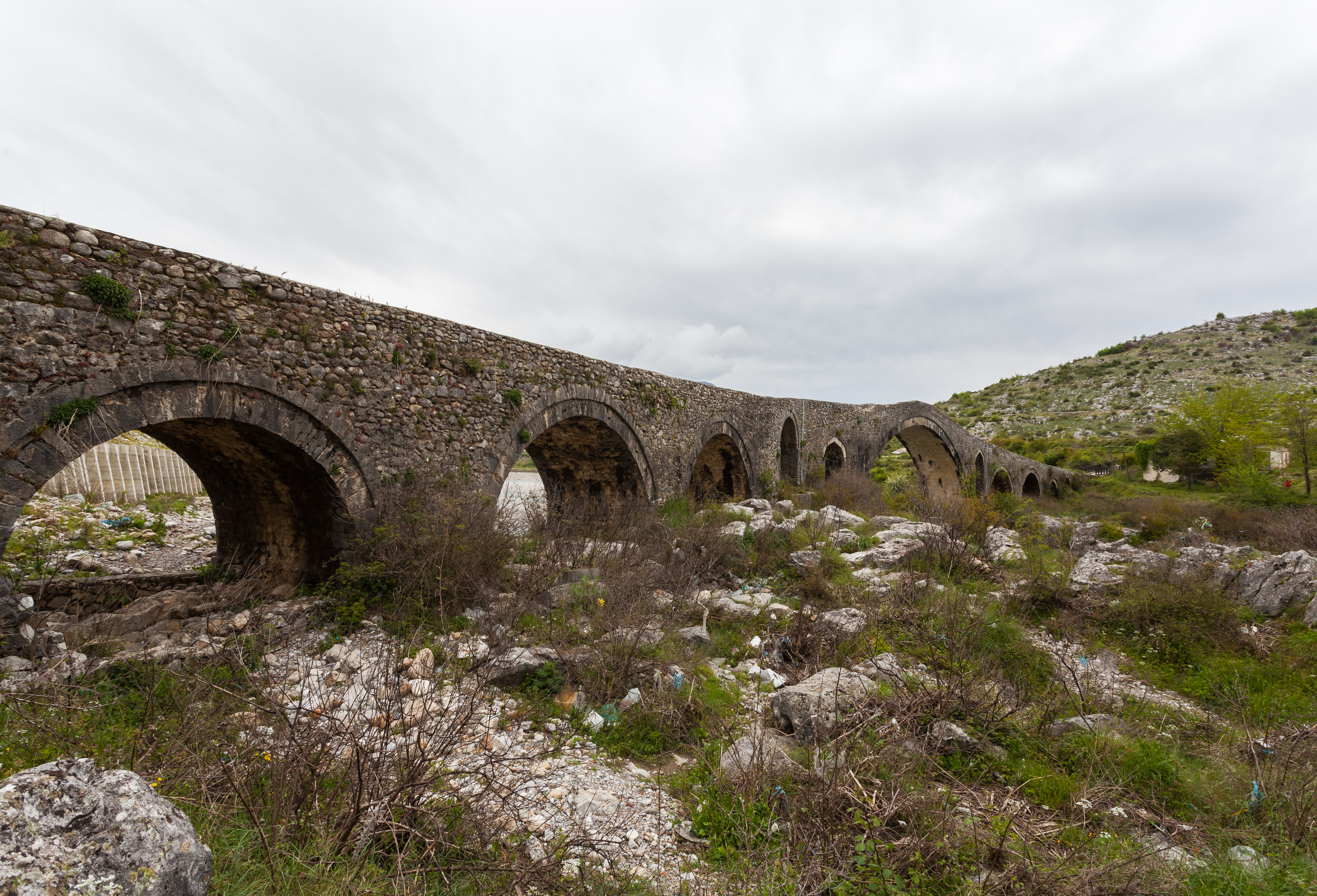
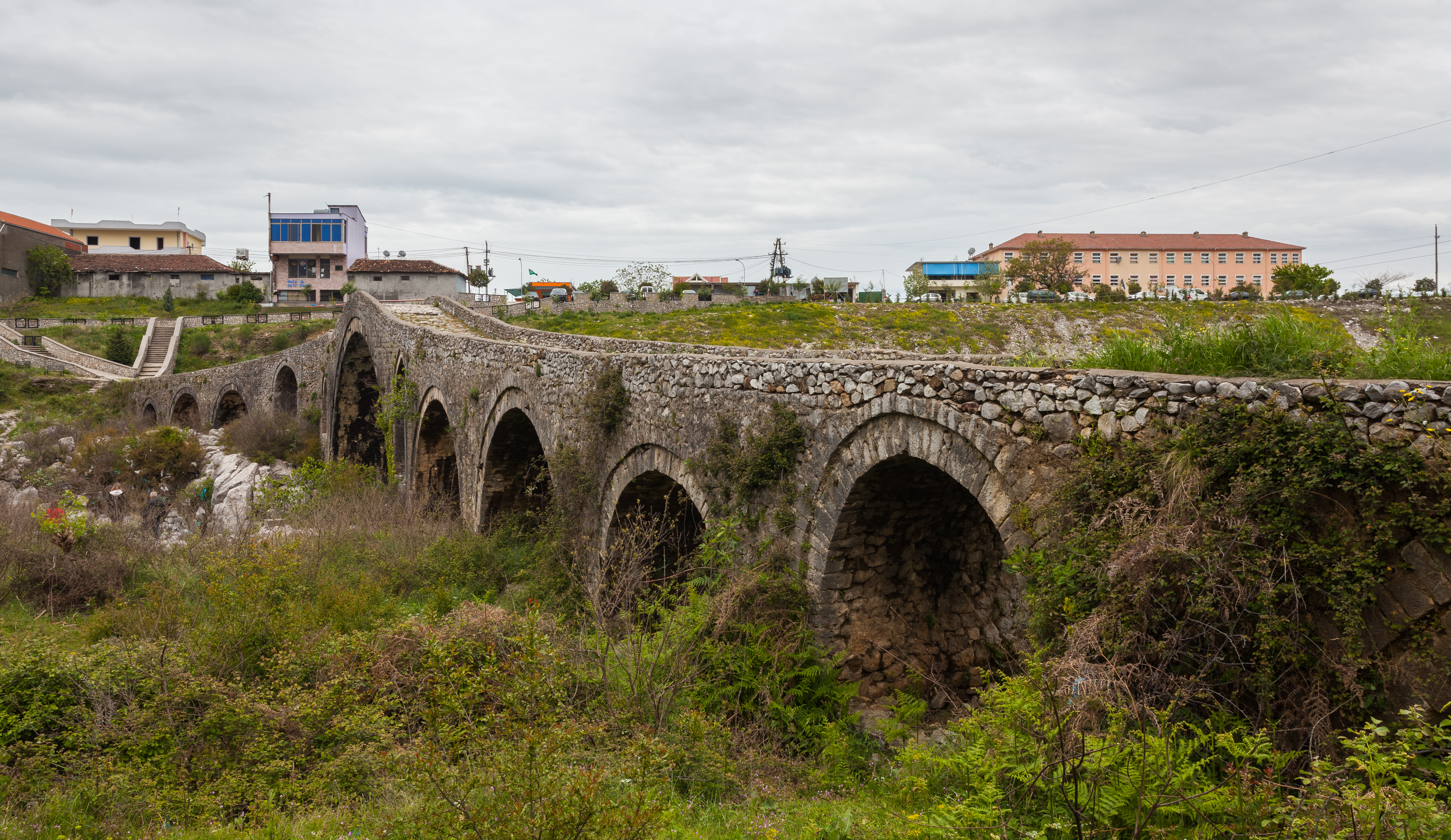
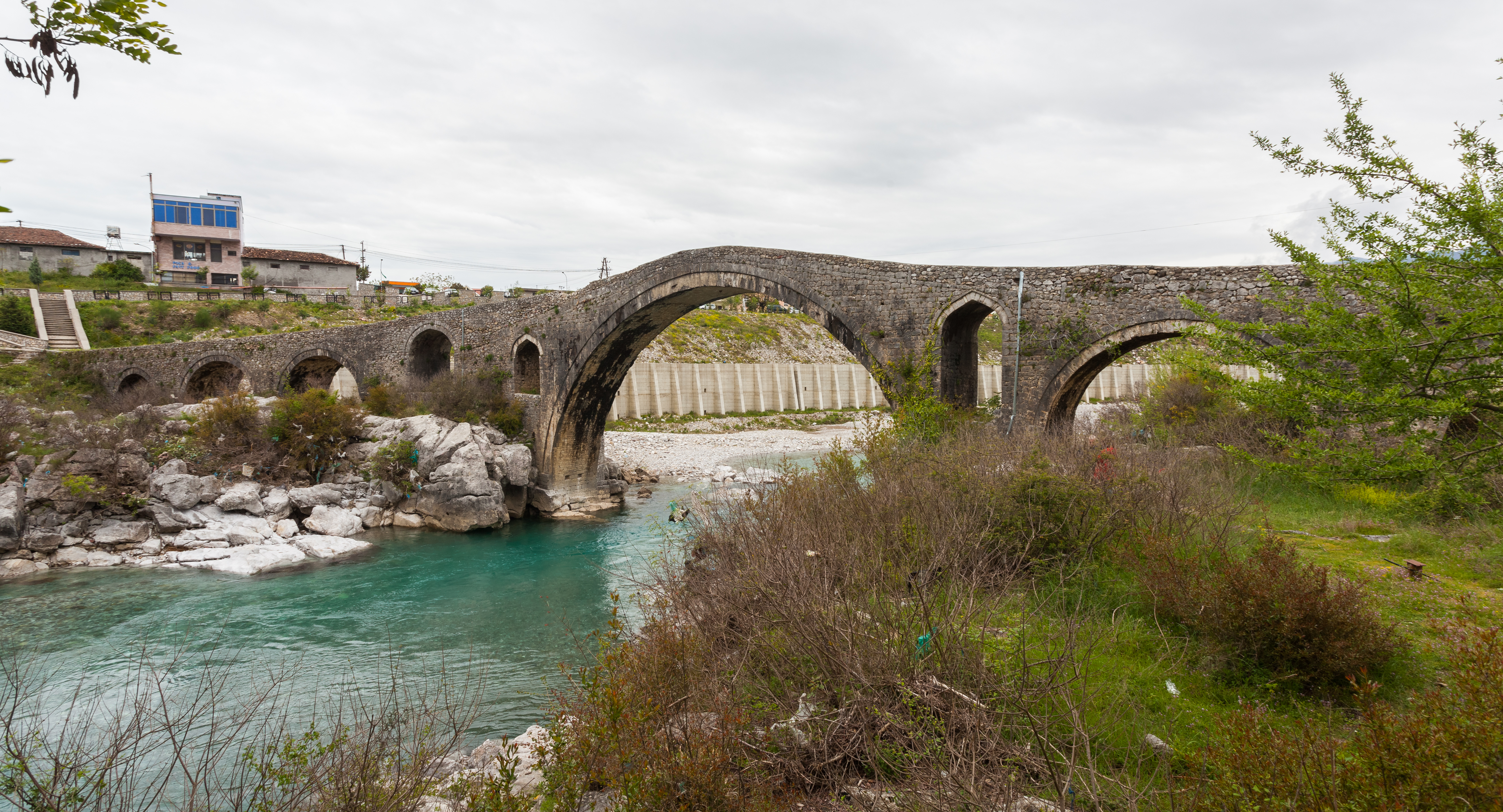
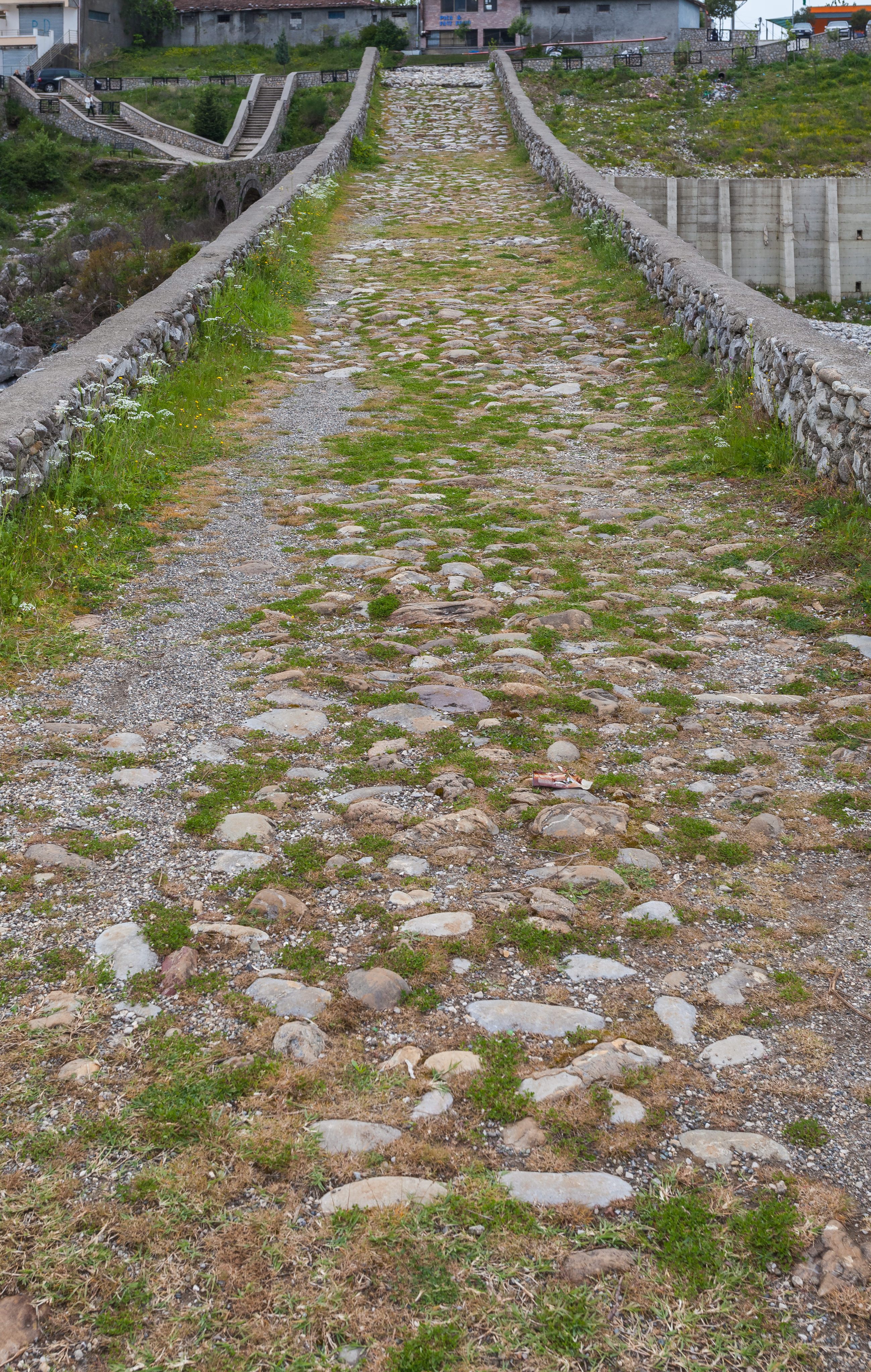
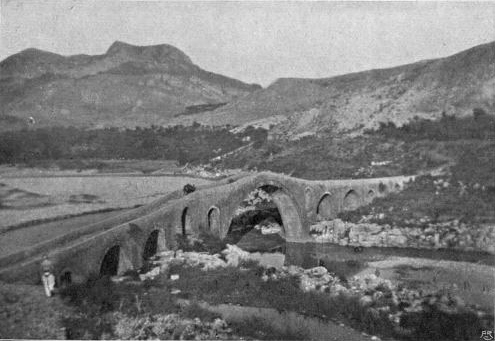
Фотография моста в 1906 году